# 러시아계 리투아니아인
러시아계 리투아니아인(리투아니아어: Lietuvos rusai; 러시아어: Русские в Литве)은 리투아니아에 거주하는 러시아인 또는 러시아계 후손들이다. 2015년 리투아니아 추정치에 따르면 리투아니아에 거주하는 러시아인은 140,000명으로 리투아니아 전체 인구의 4.8%이다.

## 역사

### 제국 시대
루테니아인들이 리투아니아에 정착한 것은 중세 후기로 거슬러 올라가며, 최초의 원시 러시아 상인들과 장인들이 리투아니아 여러 도시에 영구적으로 거주하기 시작했다. 17세기 후반, 그들은 러시아의 종교적 박해를 피해 리투아니아 동부에 정착한 많은 러시아 고의식파들과 합류했다.
18세기 후반 폴란드 분할 당시 리투아니아가 러시아 제국에 합병되면서 두 번째로 많은 러시아인들이 유입되었다. 러시아의 지배하에 이 지역의 권력은 주로 리투아니아 귀족들의 손에 남아있었지만, 일부 행정직은 빌뉴스와 카우나스 같은 도시에 정착한 러시아인들에게 점차 넘겨졌다. 또한 1863년 폴란드에서 봉기가 일어난 후, 일부 영지는 지역 귀족들로부터 몰수되어 러시아 관리들에게 주어졌다. 리투아니아로 이주한 많은 러시아인들은 군인, 선원, 상인이었다.

### 소련 시대
오늘날 리투아니아에 거주하는 러시아인의 대부분은 소련 시대와 그 후손들이다. 1939년 독일-소련 불가침 조약에 따라 소련은 1940년 리투아니아, 라트비아, 에스토니아를 점령하고 합병했다. 1941년 독일이 소련을 공격한 후, 세 나라는 빠르게 독일의 지배하에 들어갔다. 많은 러시아인들, 특히 초기 합병과 함께 이 지역에 도착한 공산당원들은 러시아로 후퇴했다.
전쟁이 끝나갈 무렵, 소련은 1944년부터 1945년까지 발트해 국가들에 대한 점령을 재개했다. 서구 민주주의 국가들은 소련의 점령을 인정하지 않았다.
전쟁 직후, 이오시프 스탈린은 발트 3개 소비에트 공화국에서 대규모 재정착 작전을 수행했다. 러시아인들은 발트해로 이주한 소수의 다른 소련 민족들과 함께 주요 도시 지역에 정착한 공장 노동자들뿐 아니라 소련 내 발트해 국가들의 국경 위치 때문에 이 지역에 주둔하고 있는 군인들도 대부분이었다. 많은 군 은퇴자들이 러시아 대부분에 비해 높은 생활 수준을 특징으로 하는 이 지역에 머무르는 것을 선택했다.
1953년 스탈린이 사망하자 공산주의 민족주의자인 안타나스 스녜츠쿠스가 이끄는 리투아니아 SSR 정부는 재정착 정책에 반대했고 리투아니아인들이 고위 당직을 채우도록 함으로써 러시아인들의 유입을 늦추는 데 성공했다. 이민자들의 흐름이 완전히 그치지 않았고, 발전소 등 주요 건설 사업을 하러 온 러시아 노동자들의 물결이 더 거세게 일었다.
1989년 소련 인구 조사에서는 리투아니아 인구의 9.4%가 러시아인이었으며, 그 외 다른 소련 민족도 몇 퍼센트 더 있었다.

### 근대 시대
리투아니아에 거주하는 러시아인들은 주로 도시 지역에 산다. 빌뉴스에서 그들은 인구의 13%를 차지하며, 클라이페다에서는 28%를 차지한다. 카우나스는 러시아인이 4.4%에 불과하다. 비사기나스는 이그날리나 원자력 발전소의 노동자들을 위해 건설되었으며, 따라서 56%의 러시아인이 거주한다.

## 저명한 인물
- 아르미나스 나르베코바스
- 예우게니유스 슈클리나스
- 블라디미르 로마노프
- 페도르 체르니크
- 빅토르 우스파스키치
- 안드레유스 자드네프로우스키스
- 에드가라스 양카우스카스
- 알렉산드르 카자케비치
- 포빌라스 바나가스